# Condado de Breckinridge
El condado de Breckinridge (en inglés: Breckinridge County) es un condado en el estado estadounidense de Kentucky. En el censo de 2000 el condado tenía una población de 18.648 habitantes. La sede de condado es Hardinsburg. El condado fue formado en 1800 a partir de una porción del condado de Hardin. Fue nombrado en honor a John Breckinridge, quien fue senador de Kentucky y fiscal general de los Estados Unidos.

## Geografía

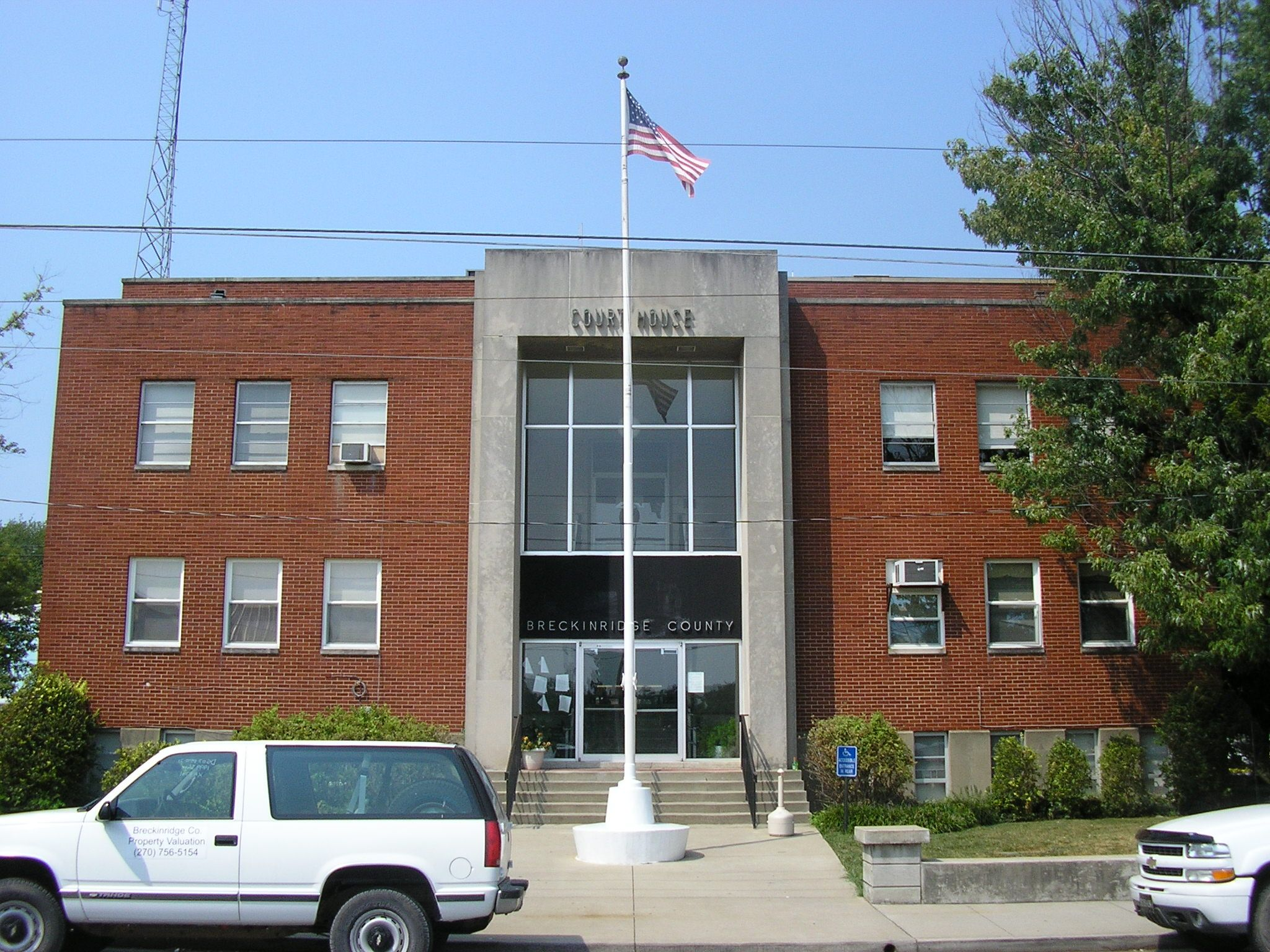
Juzgado del condado de Breckinridge en Hardinsburg.

Según la Oficina del Censo, el condado tiene un área total de 1.518 km² (586 sq mi), de la cual 1.481 km² (572 sq mi) es tierra y 37 km² (14 sq mi) (2,24%) es agua.

### Condados adyacentes
- Condado de Meade (noreste)
- Condado de Hardin (este)
- Condado de Grayson (sur)
- Condado de Ohio (suroeste)
- Condado de Hancock (oeste)
- Condado de Perry, Indiana (noroeste)

## Demografía
En el  censo de 2000, hubo 18.648 personas, 7.324 hogares y 5.309 familias residiendo en el condado. La densidad poblacional era de 33 personas por milla cuadrada (13/km²). En el 2000 había 9.890 unidades unifamiliares en una densidad de 17 por milla cuadrada (6,6/km²). La demografía del condado era de 95,84% blancos, 2,86% afroamericanos, 0,23% amerindios, 0,08% asiáticos, 0,02% isleños del Pacífico, 0,09% de otras razas y 0,90% de dos o más razas. 0,72% de la población era de origen hispano o latino de cualquier raza. 
La renta promedio para un hogar del condado era de $30.554 y el ingreso promedio para una familia era de $36.575. En 2000 los hombres tenían un ingreso medio de $31.004 versus $19.371 para las mujeres. La renta per cápita para el condado era de $15.402 y el 15,80% de la población estaba bajo el umbral de pobreza nacional.

## Ciudades y pueblos
- Cloverport
- Hardinsburg
- Irvington